# Marek Czeszkiewicz
Marek Czeszkiewicz (ur. 2 września 1961 w Augustowie) – polski prawnik, adwokat, były prokurator, członek Trybunału Stanu.

## Życiorys
W okresie Polski Ludowej, jako student Politechniki Białostockiej był zaangażowany w działalność antykomunistyczną. W latach 80. był członkiem „Solidarności” i NZS. Inwigilowany przez Służbę Bezpieczeństwa. W 1982 zatrzymany w związku z kolportażem ulotek, a następnie tymczasowo aresztowany. Relegowany z uczelni. Na podstawie tajnej dyrektywy z dnia 21.10.1982 roku – OA-I-002421/82, OE-VIII-001176 wydanej przez MON i MSW (SB) wytypowany łącznie z 385 innymi osobami na terenie kraju do stałej inwigilacji oraz poddania tych osób różnym represjom. W czasie odbywania zasadniczej służby wojskowej inwigilowany przez Wojskową Służbę Wewnętrzną.
W 1998 ukończył studia prawnicze na Wydziale Prawa Uniwersytetu w Białymstoku. Kształcił się podyplomowo na Uniwersytecie Kardynała Stefana Wyszyńskiego w Warszawie w zakresie prawa dowodowego oraz na Uniwersytecie Warszawskim w zakresie problematyki przestępczości zorganizowanej i terroryzmu, a także na Uniwersytecie w Białymstoku z zakresu prawa podatkowego. W latach 2001–2007 odbył etatową aplikację prokuratorską, a następnie pracował jako asesor w prokuraturach okręgu białostockiego.
W latach 2007–2010 był szefem delegatury Centralnego Biura Antykorupcyjnego w Rzeszowie. Pod odejściu z CBA rozpoczął indywidualną praktykę adwokacką.
18 listopada 2015 wybrany przez Sejm VIII kadencji na członka Trybunału Stanu. 11 grudnia 2015 złożył przed marszałkiem Sejmu ślubowanie i tym samym oficjalnie rozpoczął kadencję sędziego Trybunału Stanu. 21 listopada 2019 wybrany przez Sejm IX kadencji na członka Trybunału Stanu. 20 grudnia 2019 złożył przed marszałkiem Sejmu ślubowanie i tym samym oficjalnie rozpoczął kolejną kadencję sędziego Trybunału Stanu. 21 listopada 2023 wybrany przez Sejm X kadencji na członka Trybunału Stanu. 14 grudnia 2023 złożył przed marszałkiem Sejmu ślubowanie i tym samym oficjalnie rozpoczął kadencję sędziego Trybunału Stanu.
19 kwietnia 2016 powołany na prokuratora, pełnił funkcję Prokuratora Okręgowego w Białymstoku, a następnie do 2 kwietnia 2017 Zastępcą Prokuratora Regionalnego w Białymstoku. Z dniem 2 kwietnia 2017 roku zrezygnował ze stanowiska prokuratora. Członek Komisji Egzaminacyjnej do spraw aplikacji adwokackiej przy Ministrze Sprawiedliwości z siedzibą w Białymstoku (Dziennik Urzędowy Ministra Sprawiedliwości z 2016 roku, poz. 194).